# ラジオボタン

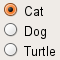
ラジオボタン。'Cat' を選択した状態。

ラジオボタン（英: radio button）またはオプションボタン（英: option button）は、GUIウィジェットの一種で、事前定義された選択肢のうち1つを選択する場合に使う。名称の由来はカーラジオの選局ボタンで、1つのボタンを押すと他の押されていたボタンが押されていない状態に戻り、常に1つのボタンだけが押された状態になる特徴を表している。

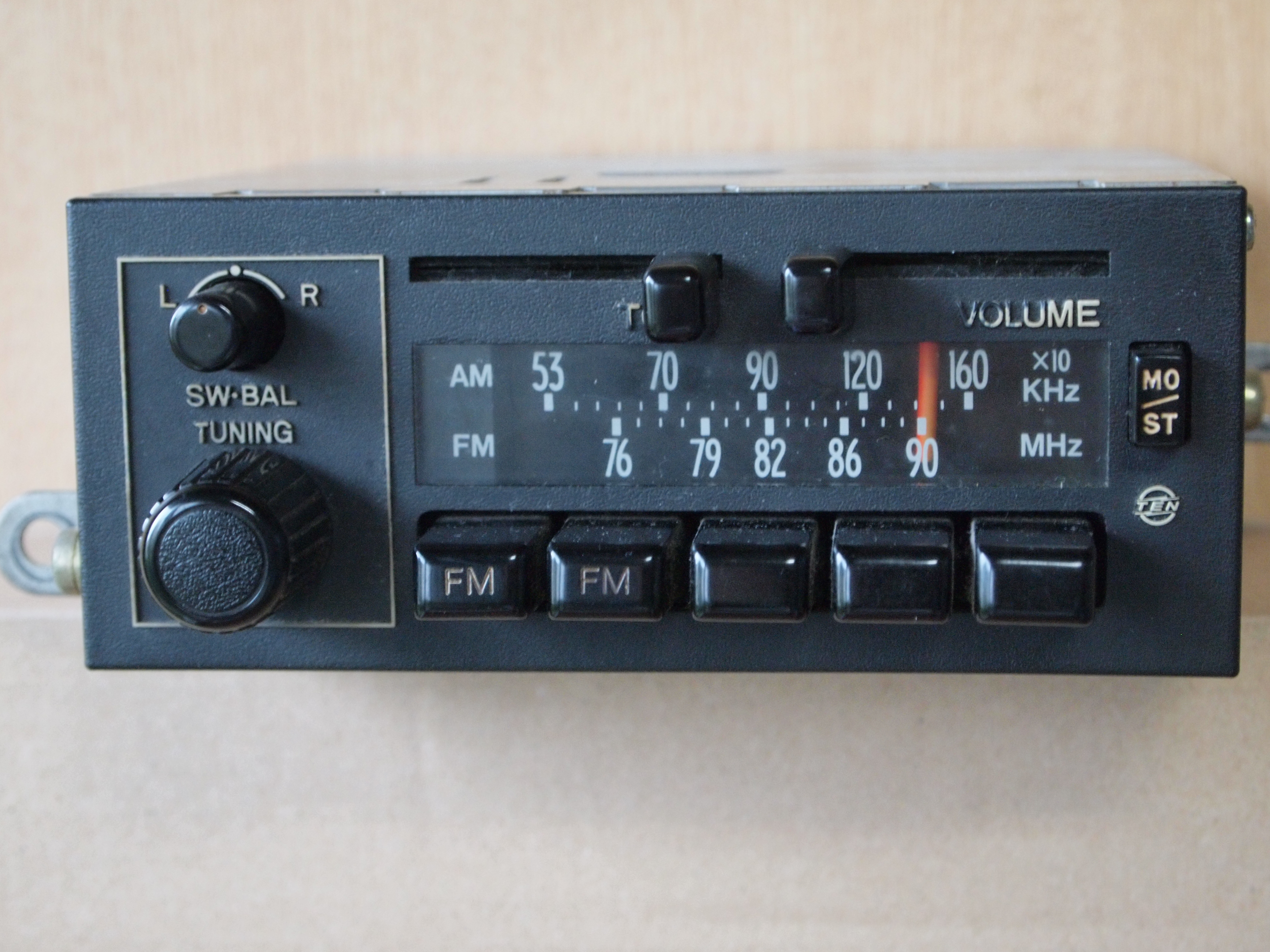
カーラジオのボタン

ラジオボタンは、2つ以上がグループとなって表示され、例えば丸い穴状のものが一列に並び、選択されていない状態では穴には何も表示されず、選択された状態では穴に点などが表示される。それぞれのラジオボタンの横には一般にラベル、すなわち各項目の説明文が表示されており、そのラジオボタンを選択すると何を選択したことになるのかを表している。ユーザーがラジオボタンを選択すると、同じグループ内のそれまで選択されていたボタンは選択されていない状態になる。ラジオボタンの選択は、ボタンそのものあるいはラベルの上でマウスをクリックするかショートカットキーを使うかすればよい。
初期状態では、グループ内のどのボタンも選択されていないよう設定することもできる。ラジオボタンのウィジェットの操作だけでは、その状態に戻すことはできない。他のインタフェース要素を使って初期状態に戻るようにも構成できるが、Macintoshではラジオボタングループの1つのアイテムが常に選択されていなければならないとされている。Microsoft Windowsユーザーエクスペリエンスガイドラインにおいても、原則として常にいずれかのラジオボタンが既定で選択されているようにすることが求められている。
HTMLフォームでは、グループ内のどのボタンも選択されていない場合、フォームの転送時に値が渡されない。例えば「性別」というラジオボタングループで「男性」と「女性」のボタンがありどちらも選択されていない場合、「性別」の値は渡されず、空白値も渡されない。

## HTML
ウェブフォームでは、ラジオボタンを表示するために<input type="radio">というHTML要素が使われる。以下に例を示す。
```
<
form
>

    
<
input
 
type
=
"radio"
 
name
=
"season"
 
value
=
"winter"
 
checked
>
冬
    
<
input
 
type
=
"radio"
 
name
=
"season"
 
value
=
"spring"
>
春
    
<
input
 
type
=
"radio"
 
name
=
"season"
 
value
=
"summer"
>
夏
    
<
input
 
type
=
"radio"
 
name
=
"season"
 
value
=
"autumn"
>
秋

</
form
>

```

属性のグループはnameで定義される。1つのグループ内では、1つのラジオボタンだけが選択できる。

## Unicode
Unicode標準のバージョン6では、ラジオボタンを表現するための文字（🔘）が追加された。コードポイントは128,280（U+1F518）であり、Miscellaneous Symbols and Pictographsセクションにある。似た文字としては、circled dot演算子（⊙）（U+2299）、魚の目 (◉) (U+25C9）、二重丸（◎）（U+25CE）がある。
Wingdings 2フォントには、position153と158にラジオボタンに似た見た目の字体がある。